# Royal Blood
Royal Blood es un dúo británico de rock alternativo formado en 2011,  integrada por el vocalista y bajista Mike Kerr y el baterista Ben Thatcher. Con la publicación de su álbum debut homónimo en 2014, algunos críticos musicales nombraron al grupo como «los salvadores del rock».

## Historia

### 2011-2013: Inicios
Mike Kerr había formado parte de distintas bandas desde su juventud, pero destaca su paso por la agrupación post-hardcore Hunting The Minotaur, donde describió a The Guardian: “pensaba que [el proyecto] estaba tomando seriedad”. Una vez el proyecto se disolvió, Kerr y el baterista Matt Swan se conocieron en Worthing, formando la primera alineación de Royal Blood en marzo de 2011. Luego de grabar su primer sencillo en el estudio Rockfield, se mudaron a Australia para desarrollar un EP conformado por demos, aunque ahora como un power trio temporal con Joe Dennis como guitarrista. La alineación no fue fructífera y decidieron mantenerse como dúo, inspirando a Kerr a probar nuevos sonidos con pedales y amplificadores. De esas sesiones surgió «Come On Over», aunque en ese momento fue nombrado «Leaving», logrando la atención radial del programa Home and Hosed de Triple J.
Luego de pasar nueve meses en Brisbane, Kerr decidió terminar su asociación con Swan, y regresó a Inglaterra donde fue recogido por Ben Thatcher en el aeropuerto. Kerr y Thatcher se conocían desde 2005, incluso formando parte de una banda juvenil llamada Flavour Country, donde Kerr era tecladista y utilizaba el keytar. De manera inicial, ambos describen la frustración de no conseguir conciertos en Worthing por meses, optando por tocar en sesiones abiertas para cantautores acústicos. En julio de 2013, el baterista Matt Helders de Arctic Monkeys fue visto usando una camiseta con el nombre de la banda, esto durante su presentación en el Festival de Glastonbury; previo a la publicación de su sencillo. El 11 de noviembre de 2013, el dúo lanzó su primer sencillo, «Out of the Black», que incluía como lado B «Come On Over».
En noviembre de 2013, se anunció que Royal Blood serían los teloneros de los Arctic Monkeys para el concierto de la banda en el Finsbury Park, Londres en mayo de 2014. En diciembre de 2013, la banda fue nominada como parte de la Sound of... que se vería en 2014.

### 2014-2016:Royal Blood
Royal Blood lanzó su segundo sencillo, «Little Monster», el 11 de febrero de 2014. La banda también lanzó un EP de cuatro pistas, con las canciones previas más «Come On Over» y «Hole», siendo publicado el 11 de marzo de 2014 en América del Norte. Su álbum debut homónimo, Royal Blood, fue lanzado el 25 de agosto de 2014, alcanzando el Número 1 en el Reino Unido.
Royal Blood actuó en Austin (Texas) en el festival South by Southwest en marzo de 2014, en el Sound City festival y en el Big Weekend de la BBC Radio 1 en Glasgow en el mes de mayo. También estuvieron presentes en el Download Festival y en el mítico Glastonbury Festival en junio del mismo año. Los últimos festivales en los que han actuado han sido T in the Park festival el pasado julio y el Reading festival y Osheaga en agosto de 2014.
El 8 de julio de 2014 subieron el vídeo en Youtube de la canción «Figure It Out» y el 18 de agosto de 2014 lanzaron dicho sencillo.
El videoclip para «Out of the Black» se comenzó a televisar en el programa "AXN Tunes" de la televisión por cable japonesa en octubre de 2014. 
En octubre de 2014, Royal Blood anunció detalles sobre las fechas de su gira europea que comenzó en Alemania el 10 de enero y terminó en Suecia el 23 de marzo de ese año. 
En noviembre de 2014, Howard Stern dijo en un programa de radio que era fan de la banda. Para el año 2015, se anunció que la banda sería responsable del tema principal en la banda sonora de la segunda entrega de The Divergent Series: Insurgent, realizando así, el sencillo «Blood Hands». La canción es reproducida durante los créditos.
«Out of the Black» sirvió como canción oficial del evento en vivo Roadblock de la empresa de lucha libre profesional WWE en marzo de 2016. Las descargas de esta canción en iTunes y el número de reproducciones en Spotify se han incrementado considerablemente debido a este motivo.

### 2016-2018:How Did We Get So Dark?
A comienzos de 2016, se subió un video a la cuenta oficial de Instagram de la banda que mostraba a la banda en el estudio. El video mostraba a Mike Kerr tocando la canción «Let Me Entertain You» de Robbie Williams en el piano, con Ben Thatcher grabando el video y cantando bajo el hashtag #royalblooddocovers. Luego continuaron estas breves versiones en Instagram, con canciones de Vanessa Carlton, Gloria Gaynor, Spandau Ballet, Elton John, Coldplay y Michael Jackson. En marzo del mismo año, presentaron «Where Are You Now?», inicialmente como parte de la banda sonora de Vinyl, la serie de HBO.
El 1 de abril de 2017, el dúo anunció su segundo álbum titulado How Did We Get So Dark? que fue publicado el 6 de junio de 2017.
En abril de 2017, Royal Blood anunció cuatro espectáculos en el Reino Unido, comenzando en Cambridge el 17 de mayo y terminando en Leicester el 20 de mayo. En junio de 2017, Royal Blood tocó en Glastonbury en el Pyramid Stage. Además, el 5 de junio, la banda anunció una gira por Europa en sus redes sociales, que tuvo lugar a lo largo de octubre y noviembre de 2017.
En mayo de 2018, Royal Blood realizó una gira por Estados Unidos en apoyo continuo de su segundo álbum, que incluyó más actos junto a Queens of the Stone Age.

### 2019-2022:Typhoons
En junio de 2019, Kerr y Thatcher entregaron a Jimmy Page el premio Icon Award en los Premios Kerrang! 2019. Al mes siguiente, Royal Blood estrenó dos nuevas canciones, «Boilermaker» y «King», en Wiesbaden, Alemania. En marzo de 2020, la banda anunció que había comenzado a grabar su tercer álbum de estudio, aunque la producción se retrasó debido a la pandemia de COVID-19.
El 24 de septiembre de 2020, la banda lanzó «Trouble's Coming», el primer sencillo de su próximo tercer álbum de estudio. En octubre de 2020, el sencillo se presentó como parte de las bandas sonoras de NHL 21 y FIFA 21. El 21 de enero de 2021, se lanzó el segundo sencillo «Typhoons» junto con el anuncio de su tercer álbum del mismo nombre, que fue lanzado el 30 de abril de 2021 y presenta de manera oficial la canción promocional «Boilermaker». Meses después, fue publicado su versión de «Sad but True» para el álbum tributo The Metallica Blacklist. En marzo de 2022, estrenaron de manera sorpresiva el sencillo «Honeybrains», celebrando su etapa de conciertos en el Reino Unido y Europa.

### 2023-presente:Back to the Water Below
El 25 de mayo de 2023, estrenaron «Mountains At Midnight» como parte de su cuarto álbum de estudio, Back to the Water Below. Unos días después, la banda fue criticada por su reacción ante el público presente en el Festival Big Weekend de BBC Radio 1, con Mike Kerr comentando de manera sarcástica la energía de los asistentes y dando el dedo medio en su salida del escenario.

## Sonido
El sonido característico de Royal Blood está influenciado por bandas como Muse, Queens of the Stone Age, Foo Fighters, Led Zeppelin o The Dead Weather. Los riffs son ejecutados por Mike Kerr en un bajo, el cual tiene un sonido que consta en sonidos de guitarra y bajo concentrados en un solo instrumento. Hay una gran parte del sonido de Mike que proviene de la división de la señal a través de una serie de amplificadores de guitarra y bajo, para luego combinar el sonido para obtener ese sorprendente tono de guitarra crudo mientras se mantienen las frecuencias bajas, otra parte del sonido está determinada por los diversos pedales que Mike utiliza. También el baterista Ben Thatcher contribuye a la conformación del sonido de Royal Blood, teniendo influencias de John Bonham o Dave Grohl. En el segundo álbum es notable la incorporación de sintetizadores y piano en las canciones «Look Like You Know» y «Hole in Your Heart».

## Miembros
Formación actual
- Mike Kerr – Voz principal, bajo, teclados, piano (2011–presente)
- Ben Thatcher – Batería, teclados (2013–presente)

Miembros previos
- Matt Swan – Batería (2011–2013)
- Joe Dennis – Guitarra (2011–2012)

Músicos de apoyo
- Darren “D-Bird” Watts – Teclado (2021-presente)

## Discografía
Álbumes de estudio
- 2014: Royal Blood
- 2017: How Did We Get So Dark?
- 2021: Typhoons
- 2023: Back to the Water Below